# Direction du renseignement militaire (Syrie)
La direction du renseignement militaire ou Sécurité militaire (en arabe : شعبة المخابرات العسكرية, Shu'bat al-Mukhabarat al-'Askariyya), aussi appelé les Mukhabarat, est l'un des services de renseignement de la Syrie baasiste,. En 2000, son quartier général est situé au Ministère de la Défense (Syrie) à Damas. La direction du renseignement militaire est l'un des quatre services de renseignement qui gère de nombreux lieux de détention et de torture dans le pays, jusqu'à sa dissolution à la chute du régime Assad.

## Histoire

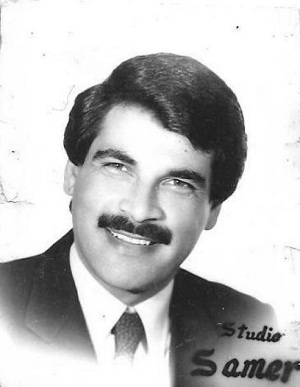
Assef Shawkat, chef du renseignement militaire de 2005 à 2009.

Bien que ses racines remontent à la période du mandat français (1923-1943) avec le Deuxième Bureau, son organisation actuelle est créée en 1969,,.
Le général Hassan Khalil (en) en devient le directeur en 2000. Assef Chaoukat, le beau-frère de Bachar al-Assad, est son successeur de 2005 à 2009. De 2009 à 2012, le service de renseignement militaire est dirigée par Abdel-Fatah Qudsiyeh, qui, comme le président syrien Assad, est un membre de la communauté alaouite,. De juillet 2012 à fin 2024, Rafiq Shahadah dirige le service ; il est sous sanctions internationales en raison de son implication dans la répression et la violence commise envers les civils lors du soulèvement du printemps 2011.
Le service est dissous à la chute du régime Assad.

## Fonction
La Direction du renseignement militaire coordonne l'activité des Forces armées arabes syriennes sur le territoire et au Liban. Elle coopère étroitement avec Dabita al-Fida'iyya. Elle est influente dans la politique syrienne et est contrôlée par le président,. Elle surveille les dissidents du régime en dehors de la Syrie. Pendant l'occupation syrienne du Liban, et au moins en 2002, sa branche libanaise, jadis dirigée par Ghazi Kanaan, exerce une autorité politique au Liban.
Le services est soupçonné d'avoir fourni un soutien aux différents groupes radicaux. 
La Direction du renseignement militaire est également chargée, dès le soulèvement populaire du printemps 2011, d'arrêter, de détenir et de torturer des opposants politiques syriens. Les médecins militaires des mukhabarat ne sont pas toujours autorisés à soigner les blessés, même mourants, et sont au contraire parfois chargés de maintenir en vie les personnes torturées et administrer des psychotropes pendant les interrogatoires.

## Direction

### Dirigeants
- Hikmat al-Shihabi (en) (1970-1973) [20]
- Ali Duba (en) (1973-2000)[21]
- Directeur adjoint : Hassan Khalil (en) (1993-2000)[22]
- Hassan Khalil (2000-2005)[22],[23]
- Directeur adjoint : Assef Shawkat (2000-2005)[21],[24]
- Assef Shawkat (2005-2009)[25]
- Directeur adjoint : Saïd Sammour (2005-2009) [9],[26],[27]
- Abdel-Fatah Qudsiyeh (2009-Juillet 2012)[28],[29]
- Rafiq Shahadah (juillet 2012-2024)[30]

### Dirigeants des branches locales
- Campagne de Damas (branche 227) : major-général Rustom Ghazali (jusqu'en juillet 2012), sanctionné par l'Union européenne pour avoir participé à la violence contre la population durant le soulèvement syrien[31]. Il est accusé d'avoir ordonné ou commis des crimes contre l'humanité par Human Rights Watch[31].
- Damas (branche 215, ou Branche Palestine) : général Sha'afiq (2012), accusé d'avoir ordonné ou commis des crimes contre l'humanité[31].
- Damas (branche 235) : général Muhammad Khallouf (2012), accusé d'avoir ordonné ou commis des crimes contre l'humanité[31].
- Damas (branche 291) : général Youssef Abdou (2012), accusé d'avoir ordonné ou commis des crimes contre l'humanité[31].
- Damas (branche 291) : général Burhan Qadour (jusqu'en 2012), accusé d'avoir ordonné ou commis des crimes contre l'humanité[31].
- branche de Hama : Mohammad Mufleh (2011), sanctionné par l'Union européenne  pour avoir participé à la répression contre les manifestants pendant le soulèvement syrien[32].
- branche de Deir ez-Zor : Jami Jami (2011), sanctionné financièrement par l'Union européenne pour avoir été directement impliqué dans la répression et la violence contre la population à Deir az-Zor et Albou Kamal pendant le soulèvement syrien[27],[31].
- Idlib (branche 271) : général Nawful Al-Husayn (2011), sanctionné financièrement par l'Union européenne pour avoir été directement impliqué dans la répression et la violence contre la population dans la province d'Idlib[31]. Il est accusé d'avoir ordonné ou commis des crimes contre l'humanité[31].
- branche de Homs : Muhammed Zamrini (2011), sanctionné financièrement par l'Union européenne pour avoir été directement impliqué dans la répression et la violence contre la population à Homs[31]. Il est accusé d'avoir ordonné ou commis des crimes contre l'humanité[31].
- Deraa (branche 245) : colonel Lu'ai al-Ali (2011), sanctionné financièrement par l'Union européenne pour sa responsabilité dans la violence contre les manifestants à Deraa[27]. Il est accusé d'avoir ordonné ou commis des crimes contre l'humanité[31].
- branche de Soueïda : Wafiq Nasser (2011), chef de la branche régionale[33].

#### Autres services de renseignement syriens
- Idarat al-Amn al-Amm, Direction générale de la Sécurité
- Service de renseignement de l'armée de l'air
- Idarat al-Amn al-Siyasi, Direction de la sécurité politique

#### Divers
- Services de renseignements syriens
- Lieux de détention en Syrie